# 伍珀塔尔大学
伍珀塔尔大学（Bergische Universität Wuppertal，簡稱 Uni Wuppertal，非官方缩写 BUW），是德國的一所大學，1972年在北威州教育计划倡导下以综合性大学的形式建校，自2003年起改用现在的名称。据2014/2015冬季学期统计，学生总人数已经达到20,100人，其中包含4,000多名新生。大学开设约100个专业，超过250名教授分布在三个校区，教授约1,030门课程。
大学开设的专业广泛，学科联系紧密，其开设的专业如安全技术和多媒体设计是极具特色的。伍珀塔尔大学尚未能称为完整的“全科大学”，因為仍缺乏法律和医学专业。当然在一些专业，比如物理、建筑学、设计专业排名靠前。在资格认证领域，尤其是教师资格培训在德国处于领先地位。大学教职工可以获取给予的学术成就的奖励和荣誉，许多其他科学家的代表在大学里学院或学术委员会中都占有一席之地。此外，校长兰伯特·T·科赫在2010年当选為德国最好的大学校长。
大学学术研究氛围浓厚。2015年伊始，约400个研究团队和一个跨区域的德国科学基金会（DFG）特别研究领域成立。伍珀塔尔大学也参与了国际间合作的大型项目，如IceCube中微子观测站项目，Pierre-Auger-Observatorium天文项目和LHC网格计算，并为此投入了专业科学研究人员。通过Pleiades和QPACE 两个世界上高性能的计算中心，一个在太赫兹（Terahertz-Technologie）领域具有里程碑的发现被揭开了，即太赫兹源（Terahertz-Quelle）的发现。一些教职工亦在马丁·海德格尔研究所、欧洲国际经济关系研究所和圣经考古研究所等机构中贡献自己的力量。

## 历史沿革

### 前身
伍珀塔尔大学前身之一是1863年成立于伍珀河谷的高等工程职业学校，1898年更名为尔伯费尔德-巴门皇家联合机械学院（ Königliche Vereinigte Maschinenbauschule Elberfeld-Barmen）。
在这之前，巴门艺术职业学校（Barmer Kunstgewerbeschule）及尔伯费尔德-巴门普鲁士皇家建筑工程学院（Königliche Vereinigte Maschinenbauschule Elberfeld-Barmen）分别于1894年和1897年开始教学。
1900年，普鲁士纺织工业高等学院（Preußische Höhere Fachschule für die Textilindustrie）在巴门成立。1938年巴门行政区和尔伯费尔德行政区合并后，图形艺术职业高等学院（Höhere Fachschule für das Grafische Gewerbe）亦被成立。
1946年冬季学期，随着200名大学生入学，伍珀塔尔师范学院也成立了。1962年，伍珀塔尔师范学院成为继续教育的独立学院，并於1965年作为一个新的部门合并到莱茵师范学院（Pädagogischen Hochschule Rheinland）。
1949年，应用艺术学校的教育方向转换到工业设计。1963年，“图形艺术职业高等学院（Höhere Fachschule für das Grafische Gewerbe）”额外独立承办了由2个部门，即排版／设计和印刷技术组成的“工业图形高等应用学校（Höhere Fachschule für die Grafische Industrie）”。1964年冬季学期，400名学生在位于雷姆沙伊德（Remscheid）的国立机电工程技术学校开始学业。本专业方向为当时培养了超过500名工程师。后来为此于1969年在Fuhlrottstraße扩建，也就形成了今天的Grifflenberg校区。

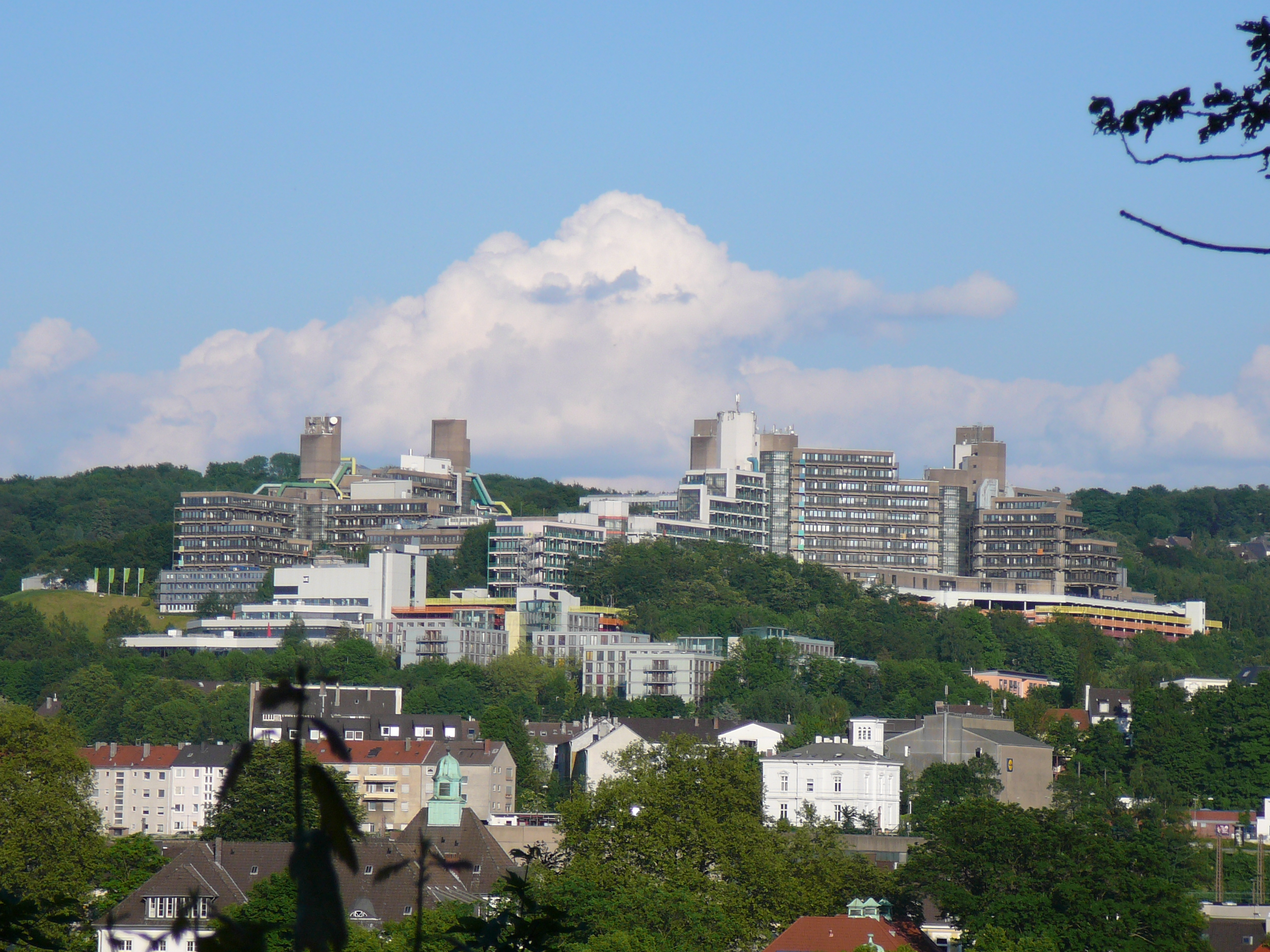
从Nützenberg遥看Grifflenberg校区（Campus Grifflenberg）

1966年，时任伍珀塔尔社民党国会议员的约翰内斯·劳在市议会和科学会议上，建议应该成立伍珀塔尔大学。在担任市长和议会社民党主席三年后，他写了一封信给时任总理的Heinz Kühn，提议建立一个综合性大学。1971年8月北威州州政府当时决定，机械工程和电子工程国立工程学院设立在伍珀塔尔和雷姆沙伊德，纺织工程学院、工程州立学校的建筑專业、伍珀塔尔工业艺术学校和伍珀塔尔印艺高等专科学校被合并。与此同时，杜伊斯堡、埃森、帕德伯恩也被同时推进，项目总投资2.7亿元马克。次年（1972年）8月1日，3,500名大学生开始在由原伍珀塔尔应用技术大学、莱茵师范大学伍珀塔尔分校合并的伍珀塔尔综合大学学習。
早在1973年，伍珀塔尔大学之友协会即成立。随之於1974年7月17日年更名伍珀塔尔大学（BUW）的提案被批准。自1976年开始，与伍珀塔尔工业大学進行框架内合作，1977年正式移交Grifflenberg。同年开始建设学生宿舍，一直持续到2003年，共建设了600间学生宿舍，为德国大学之最。早在1978年学生数量实现了翻兩番，到達7,000人。同年被列为德国研究基金会的成员大学，一年后，成為欧洲大学校长会议成员。

### 80和90年代

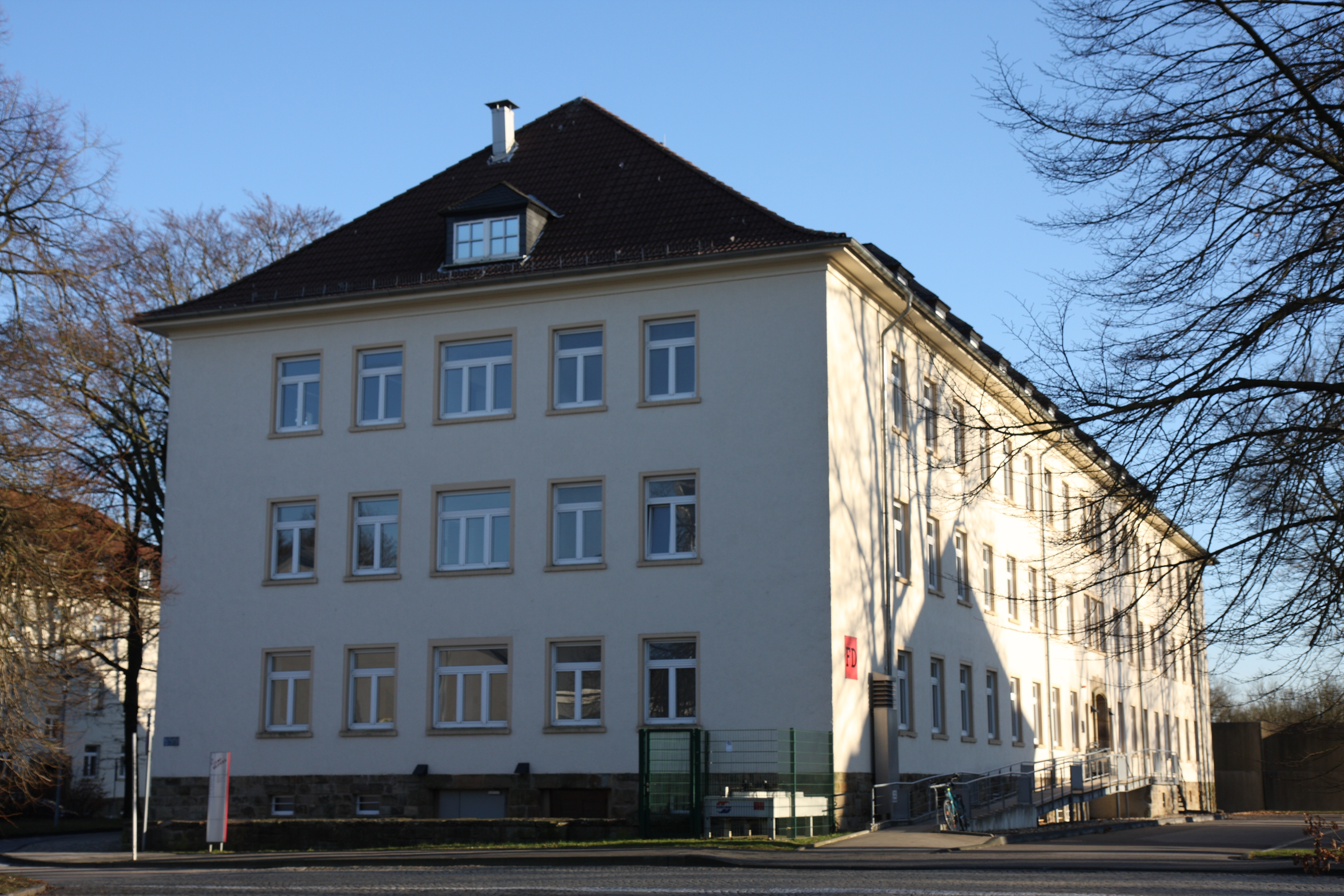
1994年启用前Generaloberst-Hoepner-Kaserne军营作为教学办公楼。

1980年，伍珀塔尔大学是第一个與德国科学基金会（DFG）合作的关于“简单分子的能态的量子理论和实验研究”的研究中心，设立在在当时的化学系。建校十年时，注册的学生已经达到11,000人。1987年Siegfried Maser 担任校长。同年Uni-Halle落成，并且在位于埃尔伯菲尔德的前服装厂为工业设计領域新建了一个校区, 此外大收藏家Werner Schriefers赠给大学5,000个收藏品。1988年，大学提供了老年大学项目。1989年学校出现超员，原来设计承载最多8,500名学生的校园被16,000学生完全的占据了。同年大学带来了由第三方提供高达5,500万马克的CRISTA太空项目。
由于现在Haspel校区的空间不够，位于下巴门的圣保罗教堂被租作建筑和土木工程系教室。Erich Hödl于1989年10月1日当选校长。1991年第一次提供学生补习班。1992年初开始试点项目“学校和财政自主权”与1.4亿马克的预算。1994年冬季学期，学生数目高达18,300人, 因此在今天的K楼对面的位置设置了好多板房作为教室。1994年底由前Generaloberst-Hoepner-Kaserne军营改建的Freudenberg校区投入使用。1995年学校为大学图书馆购买了上百万的图书。同时大学管理部門推出了面向企业的成本核算，从而继续实施财政自主权的管理办法。1996年，一万名教师兼职於自1946年开办的教育学院進行培训。科研转化处亦获得了一个奖项，計有八百万马克的营收。同年大学网站被誉为德国最好的三大网页站点之一。印刷技术在1999年作为第一个迁入Freudenberg校区（Campus Freudenberg）的专业。同年10月1日Volker Ronge当选校长。 

### 2000-2010年

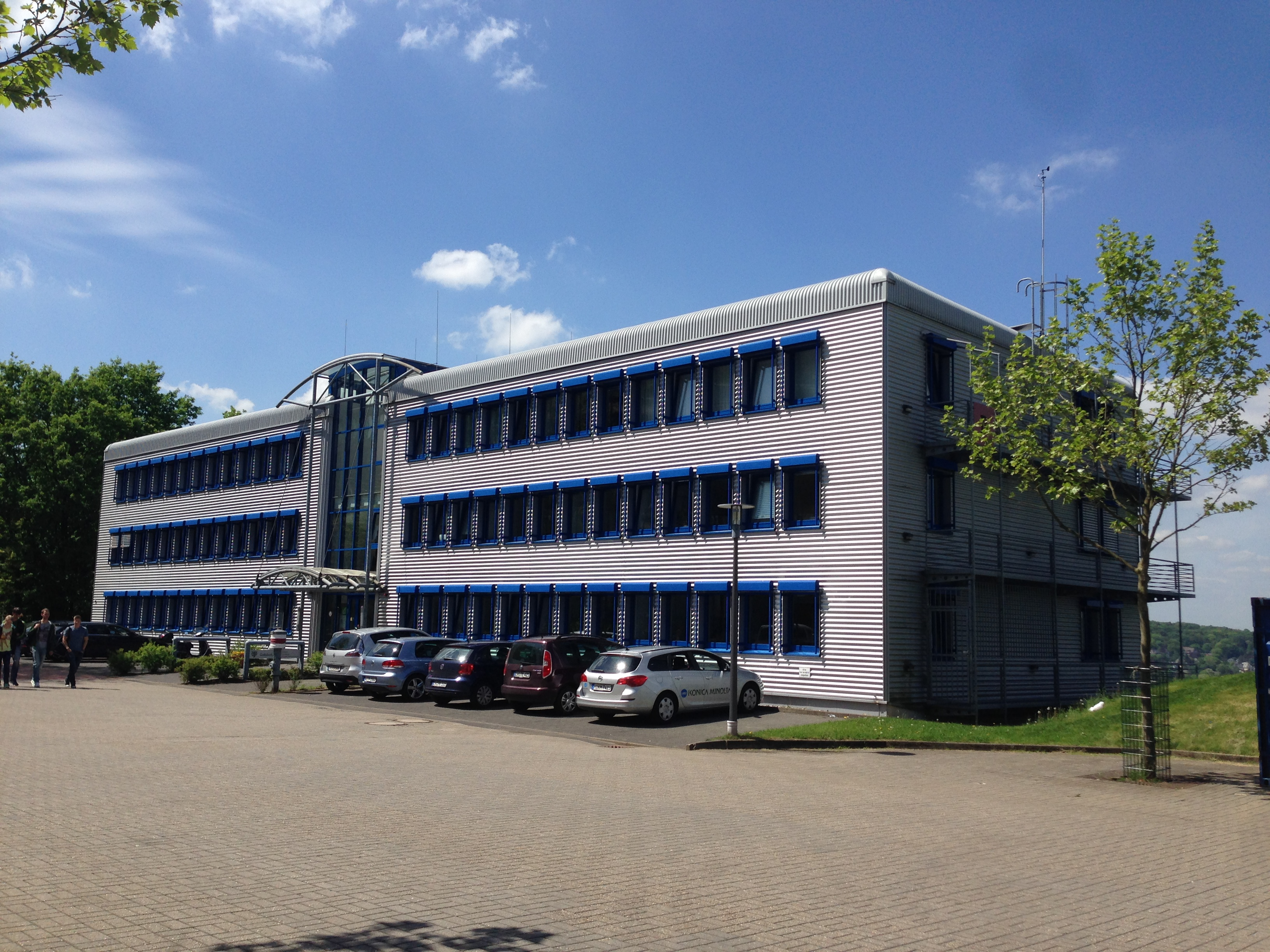
2004年新启用的行政楼B

2002年6月17日，Volker Ronge和Hans Weiler向科技部部长Gabriele Behler报告，请求将13个专业领域减少到7个。同年10月，学校在圣保罗教堂举行共有3,000多名听众的30年校庆，无数的发言者搞成了长达24小时的大课，这个大课被誉为世界上最长的课。为了此次庆祝，伍珀塔尔7号悬挂列车全身广告，直至2005年1月。2003年正式更名伍珀塔尔大学，即“Bergische Universität Wuppertal”。2003/04学年开始，按照7个专业领域即A-G招生。通过新的收费标准，其中涉及学生学习的只有一半于正常标准，学生人数在2004年下降到12,000的水平。自同年起，启用B楼且分离管理部门和职能部门，也开始了第一次组合专业。通过2005年6月1日学校议会的决定，教育研究中心与教师教育中心成立，这使得大学的课程直到今天都是德国教师培训优秀课程之一。同年11月，学生可以在线申请和注册大学学习。
自2006年以来，该大学加入了精英体育合作大学。从1996年至2006年期间，在校女性学生数量从36%上升到50%。自2007年1月1日起，伍珀塔尔大学如其他北威州的大学一样是一个公共法人。7月29日，Josef Beutelmann、Christiane Spiel、Hans-Udo Klein、Achim Meyer auf der Heyde、Gerhard Hanswille 和 Friedrich Steinle 成为第一批大学理事会成员。自2007/2008学年开始，停止Diplom学位招生。2008年1月16日学校开始在互联网广播。2008年3月12日，Lambert T. Koch 担任大学校长。此后不久，一个区域咨询委员会成立，以加强与伍珀塔尔大学臨近地区的关系。2008年4月，WUSEL (Wuppertaler Universitäts-Studierendenportal zur Elektronischen Lehrveranstaltungsinformation) 投入使用，通过这个平台学生可以方便的选课及管理考试等。为了增加和提升女性教授的成就，大学从州政府获得100万欧元，并且获得了仅次于帕德伯恩大学的第二名好成绩。

### 2010年以後

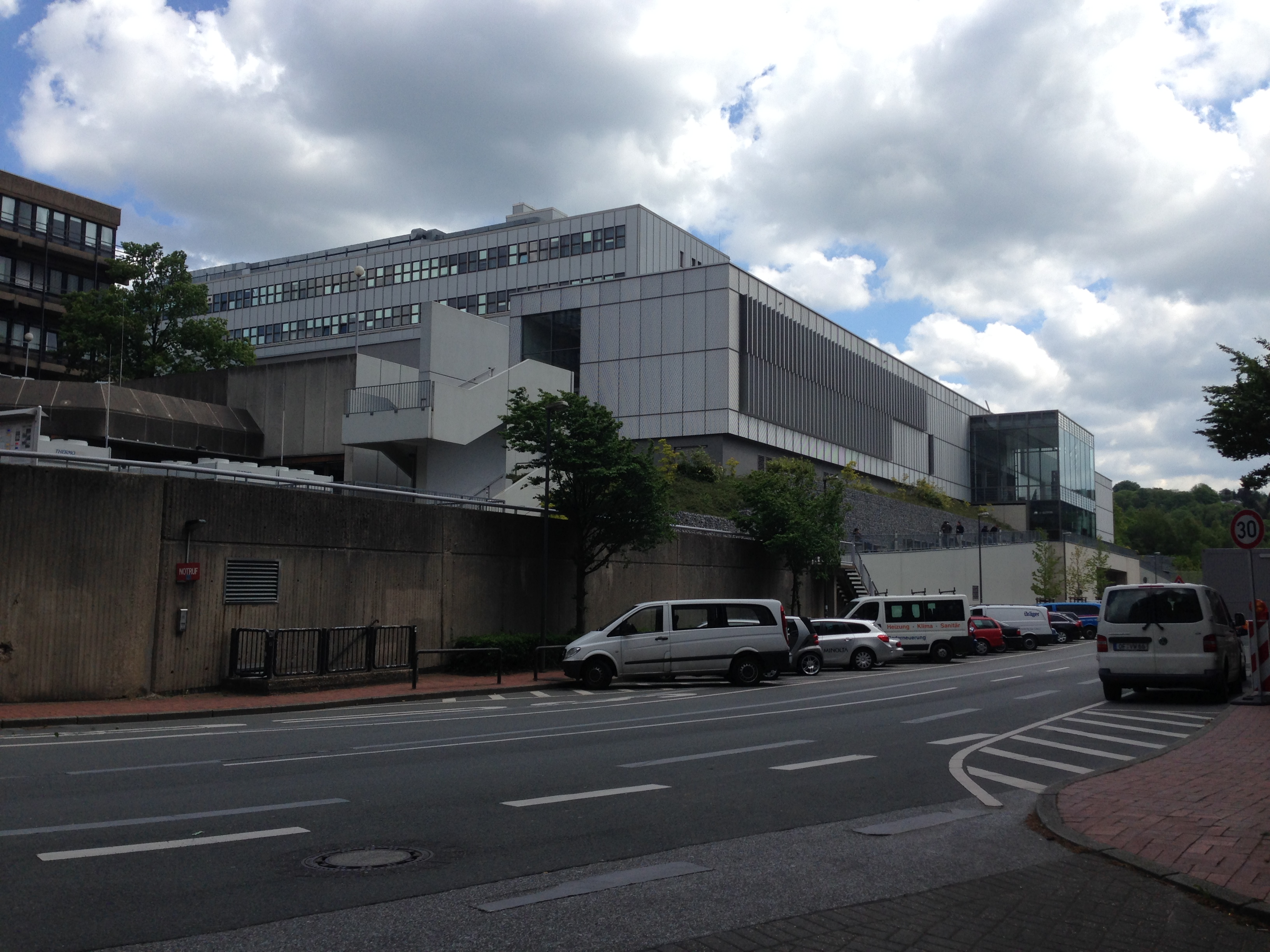
新的教学K楼，和后面的I楼

受2009年全州范围内的教育系统大罢工的影响，学校於2010年5月19日开始着手学术和行政结构和体系的建设和改善。独立的继续教育学院（ZWB）于2011年2月成立，紧接着K教学楼已建设完毕，并且投入使用。K楼可为1,500名学生提供听课場地。自同年10月17日起，大学还提供“大众高等教育”，即旁听和老年大学教育。图书馆经过一年的改建后，崭新的、具有200多个用来学习讨论的新教室开放了。同时还出版了第一本，也是州内第一本包含所有专业毕业生的“毕业生年鉴”。同年6月21日，一条长达1公里的林荫小路在校内开放。至2012/2013年冬季学期，新入学新生达到创纪录的4,400人。10月22日，主校区的所有建筑物的霓虹灯开始在夜间点亮。

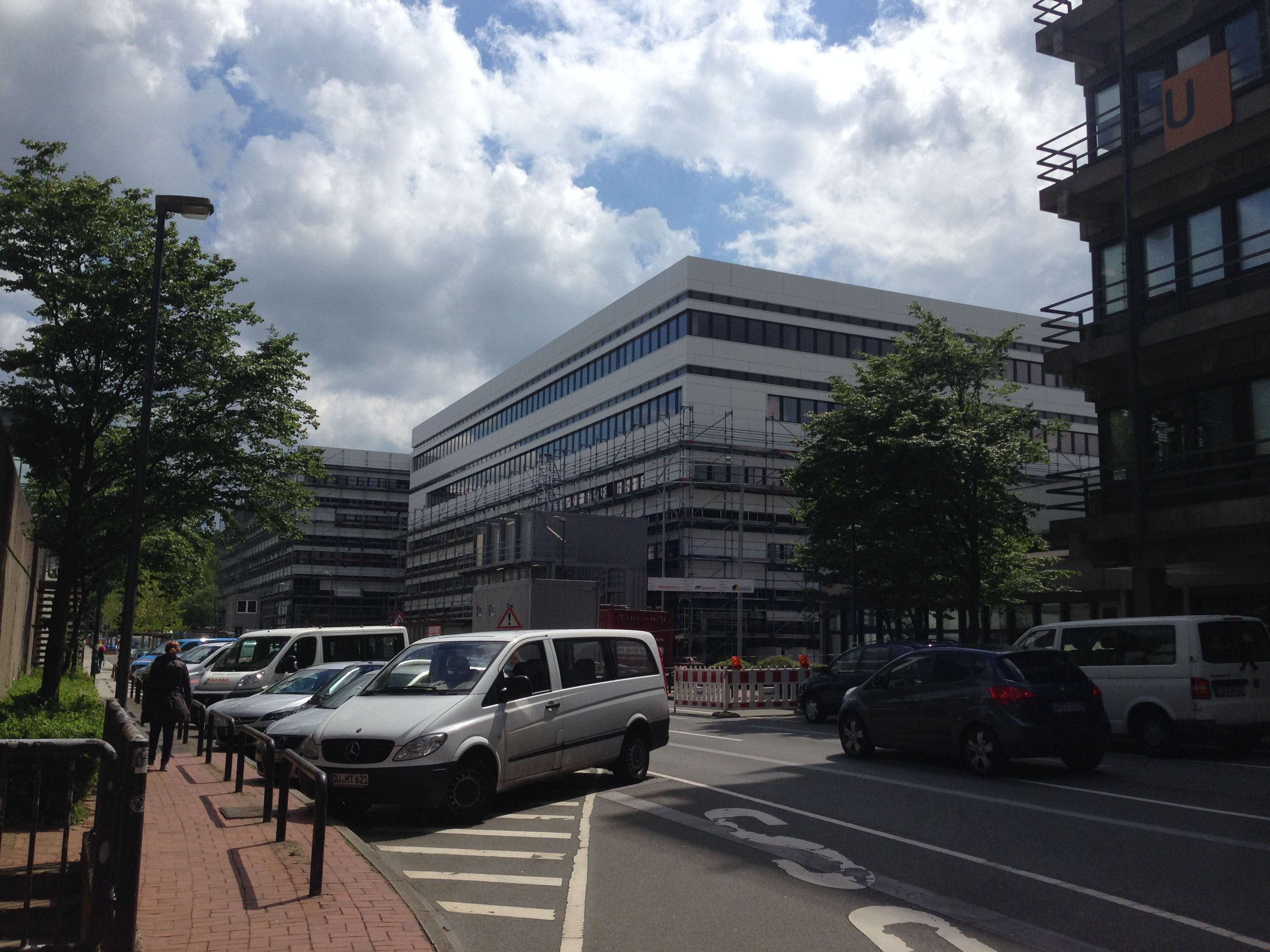
2015年5月，V/W楼工地

2013年伊始，在Gaußstraße也就是现在K楼的对面，興建一座投资达7千万欧元，编号为V/W的教学楼。整栋教学楼使用面积大約16,500㎡，主要进驻的有化学、生物、机械和安全技术等学院。6月底在“男女平等”工作上取得成功，并在参与欧盟的研究项目后，大学被授予“两性时代（GenderTime）”记录中的最高资质等级「4」。2014年1月，K樓的投入使用也使其名列德国无障碍、残疾人友好型的学习空间之一。4月在Haspel校区也开始新教学楼的建设。自9月1日Anke Kahl和Cornelia Gräsel领导学校后，大学首次在冬季学期的注册人数超过20,000人。2015年1月，在Haspel校区成立一个有着约600件手工作品的“材料馆”。同年6月，大学第一款大学生活应用程序“Campus-App”上线。

## 主要组织和管理部门
- 部门 1：内务和外联部
- 部门 2：规划发展部
- 部门 3：学生事务部
- 部门 4：人事组织部
- 部门 5：环境安全部
- 部门 6：教务部

- 大学图书馆（3个校区）
- 大学信息多媒体处（ZIM）
- 总教务处（ZSB）
- 语言学院（SLI）
- 高校体育处

## 学期费用/学费
按2015/2016年学期来看，学期费用为260.46欧元/学期。费用主要由以下三方面构成：
- 学期票费用: 174.46欧元
- 学杂费: 74.00欧元
- 学生管理费: 12.00欧元

## 专业和教学
截止至2015年大学提供7个院系，共99个专业的学习位置（本科59个，硕士39个，德国国家认证考试1个）。
具体院系和专业见下面的列表：
- A：人文学院（Geistes- und Kulturwissenschaften）
  - 文学（Allgemeine Literaturwissenschaft）
  - 英美文学（Anglistik/Amerikanistik）
  - 新教神学（Evangelische Theologie）
  - 德意志研究（Germanistik）
  - 历史（Geschichte）
  - 天主教神学（Katholische Theologie）
  - 古典文学/拉丁（Klassische Philologie/Latein）
  - 音乐教育（Musikpädagogik）
  - 哲学（Philosophie）
  - 拉丁语文学（Romanistik）
- B：经济学院（Wirtschaftswissenschaft – Schumpeter School of Business and Economics）
  - 卫生经济学/健康管理（Gesundheitsökonomie/Gesundheitsmanagement）
  - 方法、法律、教育学（Methoden, Recht und Pädagogik）
  - 经济工程学（Wirtschaftsingenieurwesen）
  - 经济学（Wirtschaftswissenschaft）
- C：数学与自然科学学院（Mathematik und Naturwissenschaften）
  - 生物学（Biologie）
  - 化学/食品化学（Chemie/Lebensmittelchemie）
  - 数学/信息学（Mathematik/Informatik）
  - 物理（Physik）
- D：建筑、机械学院（Architektur, Bauingenieurwesen, Maschinenbau, Sicherheitstechnik）
  - 建筑（Architektur）
  - 土木工程（Bauingenieurwesen）
  - 机械（Maschinenbau）
  - 安全技术（Sicherheitstechnik）
- E：电气、信息学院 （Elektrotechnik, Informationstechnik und Medientechnik）
  - 印刷技术（Druck- und Medientechnologie）
  - 电子（Elektrotechnik）
  - 计算机（Informationstechnik）
- F：艺术学院（Design und Kunst）
  - 色彩艺术和室内设计（Farbtechnik/Raumgestaltung）
  - 工业设计（Industrial Design）
  - 艺术（Kunst）
  - 媒体设计/设计技术（Mediendesign/Designtechnik）
- G：人文与社会科学学院（Human- und Sozialwissenschaften）
  - 教育学（Erziehungswissenschaft）
  - 地理（Geographie/Fach Technik）
  - 政治（Politikwissenschaft）
  - 心理学（Psychologie）
  - 社会学（Soziologie）
  - 体育（Sportwissenschaft）
- 教育学院（School of Education）
  - 教育学（Bildungswissenschaften）

通讯设计（Kommunikationsdesign）专业因专业冲突等原因，现在在 Folkwang Universität der Künste大学教授。安全技术专业（sicherheittechnik）具有一定特色，本专业创立于1975年，历经多年发展，特别在防火，劳动防护和环境保护人才输送方面有着很高的知名度。
2010年1月，大学被评为联合国教科文组织作为其人员培训和教育合作单位。

## 在中国的友好院校
- 湖北工业大学
- 内蒙古工业大学
- 江汉大学
- 北京大学
- 北京工业大学
- 北京师范大学
- 中国社会科学院
- 武汉大学
- 中国矿大（徐州）
- 华中科技大学

## 专业领域与研究
大学拥有40个研究院和研究中心，此外还有一些合作研究单位。
- 研究中心
  - 科学技术科际整合研究中心（Interdisziplinäres Zentrum für Wissenschafts- und Technikforschung; normative und historische Grundlagen (IZWT oder IZI)）
  - 应用计算机科学与科学计算科际整合研究中心（Interdisziplinäres Zentrum für angewandte Informatik und Scientific Computing (IZ II)）
  - 工艺管理科际整合研究中心（Interdisziplinäres Zentrum für das Management technischer Prozesse (IZ III)）
  - 聚合物科际整合研究中心（Interdisziplinäres Zentrum für Polymertechnologie (IZ IV)）
  - 健康管理和公共卫生研究分院（Bergisches Kompetenzzentrum für Gesundheitsmanagement und Public Health (BKG)）
  - 少儿研究中心（Zentrum für Kindheitsforschung „Kindheiten. Gesellschaften“）
  - 科际整合语言研究中心（Zentrum für interdisziplinäre Sprachforschung (ZefiS)）
  - Zentrum für Erzählforschung (ZEF)
  - 应用质谱研究中心（Zentrum für reine und angewandte Massenspektrometrie）
  - 出版与文献研究中心（Zentrum für Editions- und Dokumentwissenschaft (IZED)）
  - 企业与投资Jackstädt研究中心（Jackstädtzentrum für interdisziplinäre Unternehmertums- und Innovationsforschung (JZ)）
  - 近代研究中心（Forschungszentrum Frühe Neuzeit (FFN)）
  - Zentrum für Transformationsforschung und Nachhaltigkeit (TransZent)
  - Zentrum für Graduiertenstudien (ZGS)
  - 继续教育研究中心（Zentrum für Weiterbildung (ZWB)）
- 大学独立研究中心
  - 安全技术研究中心（Institut für Sicherheitstechnik）
  - 应用艺术和图形研究中心（Institut für angewandte Kunst- und Bildwissenschaften）
  - 机器人研究中心（Institut für Robotik）
  - 现象学研究中心（Institut für phänomenologische Forschung）
  - 欧洲经济研究中心（Institut für Europäische Wirtschaftsforschung (IEW)）
  - 投建研究中心（Institut für Gründungs- und Innovationsforschung）
  - 结构工程研究中心（Institut für Konstruktiven Ingenieurbau）
  - 环境研究中心（Institut für Umweltgestaltung）
  - 基建、垃圾和废水处理研究中心（Institut für Grundbau, Abfall- und Wasserwesen）
  - 安全系统研究中心（Institut für Sicherungssysteme）
  - 教育研究中心（Institut für Bildungsforschung (IfB)）
  - 艺术，设计技术和媒体设计研究中心（Institut für Kunst, Gestaltungstechnik und Mediendesign）
  - 语言学研究中心（Institut für Linguistik (IfL)）
  - 信息、通信和媒体技术系统研究中心（Institut für Systemforschung der Informations-, Kommunikations- und Medientechnologie (SIKoM)）
  - 经济与技术变革研究中心（Institut für wirtschaftlich-technischen Wandel）
  - 颗粒技术研究中心（Institut für Partikeltechnologie (IPT)）
  - 数学建模、分析和计算研究中心（Institut of Mathematical Modelling, Analysis and Computational Mathematics (IMACM)）
  - 产品创新研究中心（Institut für Produkt-Innovationen）
  - 创新产品开发研究中心（Institut für visionäre Produkt- und Innovationsentwicklung (Visionlabs)）
  - 民主与参与研究中心（Institut für Demokratie- und Partizipationsforschung）
  - 大气与环境研究中心（Institut für Atmosphären- und Umweltforschung）
  - 马丁.海德格尔研究院（Martin-Heidegger-Institut）
  - Zentrum für Erzählforschung (ZEF)
  - Center for International Studies in Social Policy and Social Services
  - 微架构研究中心（Forschungszentrum für Mikrostruktur (fmt)）
  - 伍珀塔尔教育经济学研究中心（Wuppertaler Institut für bildungsökonomische Forschung (WIB)）
  - 民主与参与研究室（Forschungsstelle Bürgerbeteiligung – Institut für Demokratie- und Partizipationsforschung）